# 六合乡 (荥经县)
六合乡，是中华人民共和国四川省雅安市荥经县曾经下辖的一个乡。2019年12月，撤销六合乡，将原六合乡宝积村、星星村、水池村、富林村所属行政区域划归花滩镇管辖，原六合乡古城村、上虎村所属行政区域为严道街道的行政区域。

## 行政区划
六合乡撤销前下辖以下地区：
古城村、上虎村、宝积村、星星村、水池村和富林村。